# Richard Galliano
Richard Galliano (* 12. Dezember 1950 in Le Cannet bei Cannes) ist ein weltweit bekannter französischer Jazzmusiker und Komponist.

## Leben
Der junge Galliano nahm Unterricht in Posaune, Harmonie und Kontrapunkt an der Musikakademie Nizza. Sein Vater war Akkordeonist und auch Richard lernte schon früh, dieses Instrument zu spielen. Um sein Repertoire zu vergrößern, fing er als 14-Jähriger an, systematisch und vielfältig Jazz zu hören und auf seinem Instrument nachzuspielen.

## Musik
1983 lud Astor Piazzolla Galliano ein, die erste Bandoneonstimme in Piazzollas „Sommernachtstraum“ zu besetzen. Er riet ihm, seinen „amerikanistischen“ Stil abzulegen und sich auf seine französische Herkunft zu besinnen: „Schaffe einen ‚Musette Neuve‘-Stil, wie ich den Tango Nuevo erfunden habe.“ Diesem Rat folgte Galliano; den New Musette-Stil setzte er 1991 auf der gleichnamigen Live-Aufnahme New Musette um, die er im Quartett zusammen mit dem Gitarristen Philip Catherine, dem Bassisten Pierre Michelot und dem Schlagzeuger Aldo Romano aufnahm. 
Inzwischen gilt Galliano als einer der ganz großen Jazz-Akkordeonisten. Neben seinen eigenen Gruppen arbeitete er unter anderen mit Juliette Gréco, Charles Aznavour, Ron Carter, Chet Baker, Enrico Rava, Martial Solal, Al Foster, Miroslav Vitouš, Trilok Gurtu, Jan Garbarek, Michel Petrucciani, Michel Portal, Jean Toots Thielemans, Biréli Lagrène und Wynton Marsalis. 2007 nahm er mit Jan Lundgren und Paolo Fresu für das ACT-Label das Album Mare Nostrum auf und spielte auf den Festivals Jazz Baltica, Jazz in Marciac und Enjoy Jazz.
Sein Repertoire setzt sich zusammen aus Eigenkompositionen (als seine „Standards“ bezeichnet er beispielsweise die Stücke Tango Pour Claude, Laurita, Sertao und Spleen), Interpretationen klassischer Komponisten (Johann Sebastian Bach, Antonio Vivaldi, Maurice Ravel, Peter Tschaikowski, Erik Satie), Tango-Kompositionen (überwiegend Astor Piazzolla), Kompositionen seiner Mitmusiker und – etwas seltener – aus Jazzstandards (You Must Believe In Spring, Ruby My Dear, Spain). 
Neben Akkordeon spielt er auf seinen Aufnahmen gelegentlich auch Accordina (eine Art Melodica oder Mundharmonika mit Knopftastatur), Posaune, Klavier, Synthesizer und Bandoneon.

### Wichtige Formationen
- Tangaria Quartet:

Richard Galliano (Akkordeon, Accordina), Alexis Cardenas (Violine, mitunter vertreten von Sebastien Surel), Philippe Aerts (Kontrabass), Rafael Meijas / Amoy Ribas (Percussion), teilweise mit Special Guest Hamilton de Holanda (Mandoline).
In dieser Formation entstanden Luz Negra und Live In Marciac. Das Quartett wurde nach dem Stück „Tangaria“ (Tang steht für Tango und Aria für die Inspiration durch Johann Sebastian Bach für die Kompositionen Gallianos) benannt.
- Richard Galliano Quartet (Love Day):

Richard Galliano (Akkordeon, Accordina), Charlie Haden / George Mraz (Kontrabass), Gonzalo Rubalcaba (Klavier), Clarence Penn / Mino Cinelu (Schlagzeug, Percussion)
Zusammen mit Gonzalo Rubalcaba, Charlie Haden und Mino Cinelu wurde das Album Love Day eingespielt. Auf Konzerten wird Schlagzeuger Cinelu meist durch Clarence Penn vertreten, Charlie Haden gelegentlich durch George Mraz oder Richard Bona.

## Auszeichnungen
- 1966: Trophée Mondial de l' accordéon in Valencia in der Kategorie „junior“.
- 1967: Trophée Mondial de l' accordéon in Calais der Kategorie „senior“.[10]
- 1992: Prix Django Reinhardt.
- 1997: Les Victoires du Jazz, für „New York Tango“ als Bestes französisches Album des Jahres
- 1998: Les Victoires du Jazz, für „Blow Up“ (mit Michel Portal) als Bestes französisches Album des Jahres
- 2014: Benennung eines Asteroiden nach ihm: (121022) Galliano

## Werke (Auswahl)
- A French Touch, Valse New Musette, 1997
- A l’encre rouge, 1996
- Amandine, 1998
- Aria, 2007
- Augusta
- Aurore
- Azul Tango (Am) für Flöte und Harfe, 1999
- Ballade pour Marion für Klavier, 1979
- Barbara
- Billie, Ballade, 1993
- Blue, Medium Waltz, 1987
- Blue day, 1996
- Chat Pître für Flöte und Harfe
- "Chorinho for ever", 1989
- Christopher’s Bossa, 1993
- Coloriage, 1993
- Contrastes, Suite für Akkordeon, Violoncello und Orchester
- Giselle, Ballade, 1987
- Heavy Tango, 1999
- Hymne
- J. F., 1999
- Java indigo, 1993
- L’envers du décor, 1999
- L’Insidieuse
- La Valse á Margaux, 2006
- Laurita, Ballade, 1995
- Le Clown perdu, 1989
- Le Jardin des Fées
- Les chemins noirs, Oratorium
- Lili, 2010
- Love Day
- Madreperla für Akkordeon und Orchester
- Marutcha, 1995
- Mister Clifton, 1995
- Mister J
- Naïa, Valse Afro-Musette
- New York Tango, 1996
- Passarinho, 1999
- Opale concerto für Akkordeon und Orchester, 1994
- Sérénité, 2007
- Soleil, Ballade, 1997
- Spleen, Waltz Ballad
- Tangaria, 2007
- Tango pour Claude
- Taraf, 1999
- Tea for „Toots“, 1982
- Teluada
- To Django, Waltz Gipsy, 1996
- Viaggio, 1993

## Diskografische Hinweise
- 1985: Spleen
- 1991: New Musette – mit Philip Catherine, Pierre Michelot und Aldo Romano
- 1992: Blues sur Seine – mit Jean-Charles Capon
- 1993: Viaggio – mit Biréli Lagrène, Pierre Michelot und Charles Bellonzi
- 1995: Laurita – mit Palle Danielsson, Joey Baron, Didier Lockwood, Michel Portal, Toots Thielemans
- 1996: New York Tango – mit Biréli Lagrène, George Mraz und Al Foster
- 1996: Panamanhattan – mit Ron Carter
- 1997: Blow Up – 1997 mit Michel Portal
- 1998: French Touch – mit Daniel Humair, Jean-François Jenny-Clark u. a.
- 2001: Gallianissimo – (Best Of)
- 2001: Face to Face – mit Eddy Louiss
- 2003: Piazzolla Forever (Kompositionen Piazzollas)
- 2004: Concerts – mit Michel Portal
- 2006: Solo (Kompositionen Piazzollas)
- 2007: Luz Negra – mit dem Tangaria Quartet (siehe oben)
- 2007: L’hymne à l’amour – mit Gary Burton
- 2007: Mare Nostrum mit Jan Lundgren und Paolo Fresu (DE: Gold (German Jazz Award))[11]
- 2008: Love Day – Los Angeles Sessions – (siehe oben)
- 2009: Ten Years Ago – mit dem Brussels Jazz Orchestra
- 2010: Bach (Kompositionen Bachs)
- 2011: Nino Rota – mit John Surman, Dave Douglas, Boris Kozlov, Clarence Penn
- 2014: Sentimentale – Resonance Records
- 2017: Jean-François Durez Meets Richard Galliano
- 2019: Mare Nostrum III – mit Paolo Fresu und Jan Lundgren
- 2019: The Tokyo Concert (solo)
- 2022: New York Tango Trio Cully 2022 – mit Sébastien Giniaux und Diego Imbert[12]